# Veliki disdiakisni triakontaeder
| Veliki disdiakisni triakontaeder                  | Veliki disdiakisni triakontaeder                      |
| ------------------------------------------------- | ----------------------------------------------------- |
|                                                   |                                                       |
| Vrsta                                             | zvezdni polieder                                      |
| Elementi                                          | F = 120, E = 180, V =62 ({\displaystyle \chi \,} = 2) |
| Grupa simetrije                                   | Ih, [5,3], *532                                       |
| Sklici                                            | DU68                                                  |
| veliki prisekan ikozidodekaeder (dualni polieder) |                                                       |

Veliki disdiakisni triakontaeder je nekonveksni izoederski polieder. Je dualno telo uniformnega velikega prisekanega ikozidodekaedra.

## Vir
- Wenninger, Magnus (1983), Dual Models, Cambridge University Press, ISBN 978-0-521-54325-5, MR730208 stran. 96